# Maurice Gillen
Maurice Gillen (* 25. Juli 1895 in Paris; † 5. April 1974 in Luxemburg) war ein Radsportler aus Luxemburg und nationaler Meister im Radsport.

## Sportliche Laufbahn
Gillen bestritt 1921 seine ersten Rennen, zunächst nur als Straßenfahrer. 1923 wurde er Luxemburger Meister im Sprint der Amateure. Gillen wurde 1924 für die Olympischen Sommerspiele in Paris nominiert und startete im Sprint, wobei er allerdings nicht über Vorläufe hinaus kam. Als Straßenfahrer gewann er drei kleinere Rennen, auf der Bahn konnte er sich vor allem beim Zweier-Mannschaftsfahren in Szene setzen. Sein letztes Rennen bestritt er 1925.
1936 betreute er die Olympiamannschaft seines Landes bei den Spielen in Berlin.

## Berufliches
Maurice Gillen war Inhaber eines Fahrradgeschäftes in Luxemburg. Zeitweilig war er Manager eines Luxemburger Radsportteams, dem u. a. Marcel Ernzer angehörte. Er war Gründungsmitglied des Vereins La Flèche Luxembourg. 

## Familiäres
Maurice Gillen war der Vater von Lucien „Lull“ Gillen, der vor allem als Fahrer von Sechstagerennen bekannt wurde.